# هاري بوث
هاري بوث (بالإنجليزية: Harry Booth)‏ هو منتج أفلام وكاتب سيناريو ومونتير ومخرج بريطاني، ولد في القرن العشرين في لندن في المملكة المتحدة.

## وصلات خارجية
- هاري بوث على موقع IMDb (الإنجليزية)
- هاري بوث على موقع ألو سيني (الفرنسية)
- هاري بوث على موقع أول موفي (الإنجليزية)
- هاري بوث على موقع قاعدة بيانات الأفلام السويدية (السويدية)
- هاري بوث على موقع قاعدة بيانات الفيلم (الإنجليزية)
- هاري بوث على موقع كينوبويسك (الروسية)